# Jakšić (Chorwacja)
Jakšić – wieś w Chorwacji, w żupanii pożedzko-slawońskiej, w gminie Jakšić. W 2011 roku liczyła 1877 mieszkańców.